# 南 (島田市)
南（みなみ）は静岡県島田市の町名。現行行政地名は南一丁目・南二丁目。

## 地理
島田市の中部、島田地区の南部に位置する。東で宝来町、西で横井四丁目、南で湯日、北で新町通・高砂町・本通六丁目と接する。

### 河川
- 問屋川
- 横井川

## 歴史
東海道五十三次の23番目の宿場町である島田宿のあった島田地区（旧島田町）では、通称地名が使用されていたものの正式ではなかったため、島田市○○○○番地と表記するようになっていた。それでは不都合が生じたことから、住居表示や町の新設事業、土地区画整理事業を行ってきた。

### 沿革
- 1889年（明治22年）4月1日 - 町村制の施行により、志太郡島田宿が単独で志太郡島田町となる[WEB 6]。
- 1948年（昭和23年）1月1日 – 島田町が市制施行し、島田市となる。
- 1973年（昭和48年）4月1日 - 住居表示の実施に伴い、字なしの一部から南（一丁目・二丁目）が新設される [WEB 7]。

## 施設
- 島田市立第三保育園
- 島田市立島田第三小学校
- 大洋 本社・本社工場
- 有限会社増田電化工場 本社
- 島田みなみ郵便局
- 静岡県営島田南団地

## 交通

### バス
- 島田市コミュニティバス島田駅東線：（島田駅 方面 - ）南町公会堂（ - 島田駅南口 方面）

### 道路
- 静岡県道342号河原大井川港線

## その他

### 学区
小学校・中学校の学区は以下の通りである。
| 番・番地等 | 小学校                 | 中学校                 |
| ---------- | ---------------------- | ---------------------- |
| 全域       | 島田市立島田第三小学校 | 島田市立島田第二中学校 |

### 警察
警察の管轄区域は以下の通りである。
| 番・番地等 | 警察署     | 交番・駐在所 |
| ---------- | ---------- | ------------ |
| 全域       | 島田警察署 | 島田駅前交番 |

### WEB
1. ↑  “h02_22.csv”.   総務省 (2022年2月10日). 2025年7月21日閲覧。
2. ↑  “静岡県島田市 (22209)”.   人文学オープンデータ共同利用センター. 2025年7月21日閲覧。
3. ↑  “静岡県 > 島田市の郵便番号一覧 - 日本郵便株式会社”.   日本郵便. 2025年7月21日閲覧。
4. ↑  “市外局番の一覧”.   総務省 (2022年3月1日). 2025年7月21日閲覧。
5. ↑  “事業所案内及び管轄地域（事務所3件、分室3件）”.   一般社団法人静岡県自動車会議所. 2025年7月21日閲覧。
6. ↑  “historyofcities.pdf”.   静岡県総務部合併推進室・財団法人静岡県市町村振興協会. 2025年7月21日閲覧。
7. ↑  “R040327jyushokyusin.pdf”.   島田市 (2022年3月22日). 2025年7月21日閲覧。
8. ↑  “学区一覧 - 島田市公式ホームページ”.   島田市 (2024年4月1日). 2025年7月21日閲覧。
9. ↑  “島田駅前交番｜静岡県警察”.   静岡県警察 (2023年7月19日). 2025年7月21日閲覧。